# پولین لفو
پولین لفو (فرانسوی: Pauline Lafont‎; ۶ آوریل ۱۹۶۳ – ۱۱ اوت ۱۹۸۸) بازیگر زن اهل فرانسه بود.
از فیلم‌ها یا برنامه‌های تلویزیونی که وی در آن نقش داشته‌است می‌توان به حق خود را بگیر، عشق جنون‌آمیز اشاره کرد.